# Lasioglossum melanurum
Lasioglossum melanurum är en biart som först beskrevs av Cockerell 1919.  Lasioglossum melanurum ingår i släktet smalbin, och familjen vägbin. Inga underarter finns listade i Catalogue of Life.